# La Chapelle-Taillefert
La Chapelle-Taillefert is een gemeente in het Franse departement Creuse (regio Nouvelle-Aquitaine) en telt 360 inwoners (2005). De plaats maakt deel uit van het arrondissement Guéret.

## Geografie
De oppervlakte van La Chapelle-Taillefert bedraagt 14,1 km², de bevolkingsdichtheid is 25,5 inwoners per km².

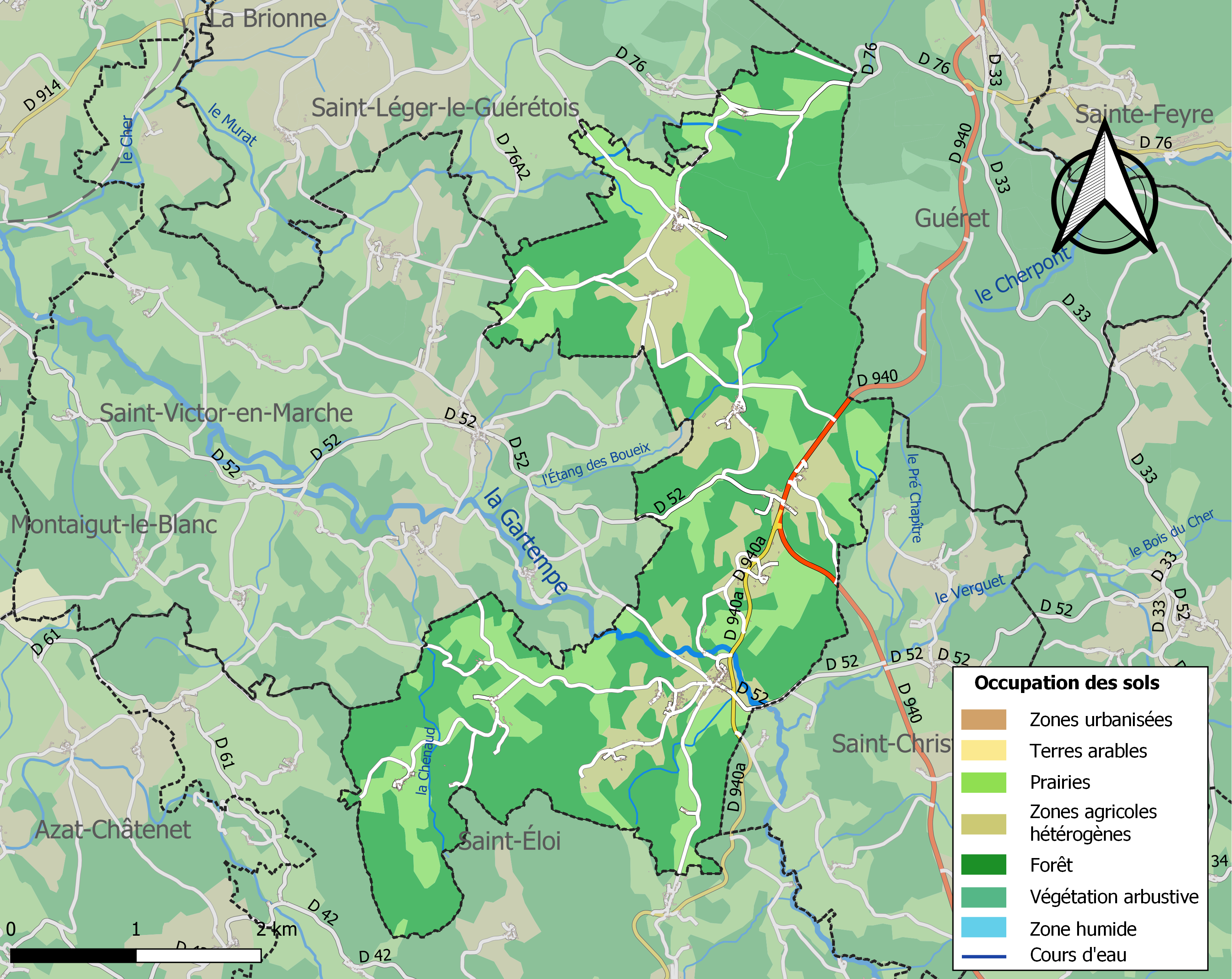
Kaart van de gemeente met de belangrijkste infrastructuur, bodemgebruik en omliggende gemeenten

## Demografie
Onderstaande figuur toont het verloop van het inwonertal (bron: INSEE-tellingen).